# Bryan Singer
Bryan Jay Singer (* 17. září 1965 New York) je americký filmový režisér, producent a herec, proslulý zejména oscarovým snímkem Obvyklí podezřelí a sérií superhrdinských filmů X-Men.

## Mládí
Rodák z New Yorku byl adoptován Norbertem Davem a Grace Singerovými a vyrostl v židovsko-americké domácnosti v New Jersey. V New Yorku studoval dva roky filmovou tvorbu a následně studoval filmová umění v Los Angeles. Herci Lori Singer a Marc Singer jsou jeho sestřenice a bratranec.

## Režisérská kariéra
Režisérský debut si odbyl v roce 1988 snímkem Lion's Den, což je krátkometrážní film, kde hraje například Ethan Hawke.
Naprostá většina filmů, které režíroval, jsou mezi veřejností hodnocena kladně. Patří k nim například film Obvyklí podezřelí z roku 1995, kde hlavní role ztvárnili Gabriel Byrne, Kevin Spacey, Stephen Baldwin, Chazz Palminteri, Kevin Pollak, Benicio Del Toro nebo Dan Hedaya. V roce 1998 režíroval film Nadaný žák, ve kterém pod jeho taktovkou hráli Ian McKellen, Brad Renfro, David Schwimmer nebo také Jan Tříska. Režíroval také filmy X-Men a X-Men 2, ve kterých se vystřídali herci jako Hugh Jackman, Patrick Stewart, znovu Ian McKellen, Halle Berryová, Anna Paquin, Alan Cumming nebo Kelly Hu.
Režisérské taktovky se ujal také ve dvou dílech seriálu Dr. House. V roce 2006 vedl herce ve filmu Superman se vrací, kde se objevili například Brandon Routh, Kevin Spacey, Frank Langella, Kal Penn nebo Marlon Brando. V roce 2008 pak natočil válečný film Valkýra o plukovníkovi Clausi von Stauffenbergovi, který připravoval likvidaci Adolfa Hitlera. V hlavních úlohách se představili Tom Cruise, Bill Nighy, Kenneth Branagh, Thomas Kretschmann nebo Carice van Houtenová.
Ve velké části svých, ale i jiných filmů a seriálů, působí jako producent.

## Herecká kariéra
Singer se také v některých filmech a seriálech objevuje v menších rolích. Objevil se ve filmech Cannes Man nebo Star Trek: Nemesis, ale také v seriálu Dr. House.

## Osobní život
V dětství mu byla diagnostikována dyslexie.
Otevřeně přiznává svou bisexualitu. Od roku 2014 má vztah s herečkou Michelle Clunie a v lednu 2015 se jim narodil syn.

## Ocenění

### Nominace
- 1996, César – kategorie nejlepší cizojazyčný film, za film Obvyklí podezřelí
- 1996, BAFTA Film Award – kategorie nejlepší film, za film Obvyklí podezřelí (spolu s Michaelem McDonnellem)
- 1996, Cena Saturn – kategorie nejlepší režisér, za film Obvyklí podezřelí
- 1999, Cena Saturn – kategorie nejlepší režisér, za film Nadaný žák
- 2002, Cena Nebula (spolunominace) - kategorie nejlepší scénář, za film X-Men
- 2004, Cena Saturn – kategorie nejlepší režisér, za film X-Men 2
- 2006, Empire Award – kategorie nejlepší režisér, za film Superman se vrací
- 2006, 2007, 2008 a 2009, Emmy (spolunominace) - kategorie nejlepší dramatický seriál, za seriál Dr. House
- 2009, Cena Saturn – kategorie nejlepší režisér, za film Valkýra

### Vítěz
- 1993, Critics Award na Deauville Film Festivalu - cena kritiků, za film Public Access
- 1993, Sundance Film Festival, cena velké poroty, za film Public Access
- 1995, Golden Space Needle Award – nejlepší režisér, za film Obvyklí podezřelí
- 1995, Mezinárodní festival v Tokyu, cena nejlepší film, za film Obvyklí podezřelí
- 1996, Empire Award – kategorie nejlepší debut, za film Obvyklí podezřelí
- 1997, Kinema Junpo Award – kategorie nejlepší cizojazyčný film, za film Obvyklí podezřelí
- 2001, Empire Award – kategorie nejlepší režisér, za film X-Men
- 2001, Cena Saturn – kategorie nejlepší režisér, za film X-Men
- 2007, Cena Saturn – kategorie nejlepší režisér, za film Superman se vrací

## Herecká filmografie
- 1996 – Cannes Man
- 2002 – Star Trek: Nemesis
- 2003 – X-Men 2
- 2004 – Dr. House (TV seriál)
- 2014 – X-Men: Budoucí minulost